# 29ste Oscaruitreiking
De 29ste Oscaruitreiking, waarbij prijzen worden uitgereikt aan de beste prestaties in films in 1956, vond plaats op 27 maart 1957 in het Pantages Theatre in Hollywood, Californië. De ceremonie werd gepresenteerd door Jerry Lewis en Celeste Holm.
De grote winnaars van de 29ste Oscaruitreiking waren Around the World in Eighty Days, met in totaal 8 nominaties en 5 Oscars, en The King and I met 9 nominaties en 5 Oscars.

## Winnaars

### Films
| Categorie               | Winnaar                         | Regie                             |
| ----------------------- | ------------------------------- | --------------------------------- |
| Beste Film              | Around the World in Eighty Days | Michael Anderson                  |
| Beste Buitenlandse Film | La strada                       | Federico Fellini                  |
| Beste Documentaire      | The Silent World                | Jacques-Yves Cousteau Louis Malle |

### Acteurs
| Categorie                  | Winnaar        | Film                |
| -------------------------- | -------------- | ------------------- |
| Beste Mannelijke Hoofdrol  | Yul Brynner    | The King and I      |
| Beste Vrouwelijke Hoofdrol | Ingrid Bergman | Anastasia           |
| Beste Mannelijke Bijrol    | Anthony Quinn  | Lust for Life       |
| Beste Vrouwelijke Bijrol   | Dorothy Malone | Written on the Wind |

### Regie
| Categorie       | Winnaar        | Film  |
| --------------- | -------------- | ----- |
| Beste Regisseur | George Stevens | Giant |

### Scenario
| Categorie                | Winnaar                            | Film                            |
| ------------------------ | ---------------------------------- | ------------------------------- |
| Beste Origineel Scenario | Albert Lamorisse                   | Le Ballon rouge                 |
| Beste Bewerkt Scenario   | James Poe John Farrow S.J.Perelman | Around the World in Eighty Days |

### Speciale prijzen
| Categorie                         | Winnaar          |  |
| --------------------------------- | ---------------- |  |
| Honorary Award                    | Eddie Cantor     |  |
| Jean Hersholt Humanitarian Award  | Y. Frank Freeman |  |
| Irving G. Thalberg Memorial Award | Buddy Adler      |  |